# Mathias Witter
Mathias Witter (* 1978) ist ein ehemaliger deutscher Skispringer.

## Werdegang
Nachdem Witter bereits als Teenager an internationalen Jugendspringen teilgenommen hatte, debütierte er Ende Januar 1993 in Reit im Winkl im Alpencup. Beim Auftaktspringen der Vierschanzentournee 1994/95 in Oberstdorf versuchte sich Witter erstmals, für ein Weltcup-Wettbewerb zu qualifizieren. Wie in den darauffolgenden drei Saisons gelang es ihm allerdings nie, unter die besten 50 zu springen und debütierte so nie im Weltcup. Bei den Nordischen Junioren-Skiweltmeisterschaften 1995 auf dem Dundretkullen in Gällivare gelang ihm sein größter Erfolg, als er gemeinsam mit Michael Schreiber, Michael Uhrmann und Alexander Herr den Titel und damit Gold im Teamspringen gewann.
Nach diesem Erfolg bekam Witter einen Startplatz im Kader für den Grand Prix 1995. Jedoch konnte er dabei noch nicht den Sprung in die Weltspitze schaffen. Am Ende erreichte Witter Rang 55 mit insgesamt 211,5 Punkten. Mit diesem Ergebnis bekam Witter einen Startplatz im deutschen B-Kader im Rahmen des Skisprung-Continental-Cups. In seiner ersten Saison erreichte er Rang 123 in der Gesamtwertung. In der folgenden Saison erreichte er mit 298 Punkten Rang 32 und damit seine beste Gesamtplatzierung seiner Karriere. In den folgenden drei Jahren konnte er nicht mehr an diese Leistung anknüpfen und beendete daraufhin nach der Saison 1999/00 seine aktive Karriere.
Witter ist heute als Skisprungtrainer beim Wintersportverein Isny e. V. tätig.

## Statistik

### Grand-Prix-Platzierungen
| Saison | Platz | Punkte |
| ------ | ----- | ------ |
| 1995   | 056.  | 211,5  |

### Continental-Cup-Platzierungen
| Saison  | Platz | Punkte |
| ------- | ----- | ------ |
| 1995/96 | 123.  | 056    |
| 1996/97 | 032.  | 298    |
| 1997/98 | 108.  | 094    |
| 1998/99 | 137.  | 069    |
| 1999/00 | 255.  | 005    |